# カナダ副総督
カナダ副総督（カナダふくそうとく、英: Lieutenant Governor、仏: Lieutenant-gouverneur / Lieutenant-gouverneure）は、カナダの国家元首であるカナダ国王（イギリス国王が兼ねる）の名代として、カナダの各州に置かれる象徴的な代理者の呼称。
首相の助言により総督に任命され、憲法上及び式典上の国務を遂行する。任期は「陛下の仰せのままに」とされ、特に決まっていないが通常5年程度である。実質的には各州議会及び各州の首相及び内閣が政治の実権を握っているので、副総督が州の政治の中で権力を発揮することはほとんどない。
ヌーベルフランスやイギリス領北アメリカなど16世紀から17世紀の植民地の総督の名残でもあるが、現在の地位は1867年カナダ連邦政府成立時の英領北アメリカ法を根拠とし、各州の副総督は各州内閣の助言により行動すると定義されている。しかし同時に、根本的にはカナダ政府（つまりカナダ国王）を代表する立場でもあった。1882年に枢密院司法委員会のワトソン卿の決定により、その後は副総督は国王を直接に代表する立場と認識されるようになった。1982年憲法では、副総督の地位を含むカナダ国王関連事項に関する憲法改正については、連邦議会及び各州議会の全会一致の合意が必要とされている。

## 選出と任命
カナダにおける副総督は1867年以来、カナダ生まれもしくは長期間カナダ在住であり、（1919年国会で議論になった爵位問題動議以前はその多くが叙勲されていたが）爵位も無関係である。立憲君主を代表する地位にある間は政治的立場は中立である必要があるが、副総督はたびたび元政治家であったり、退位後に政治家に戻ったりするケースがある。副総督の地位を、女性やマイノリティーを重職に就け平等を推進するのに利用する場合がある。
副総督は首相の助言により総督が任命するが、たいていその助言はその州首相と協議の上であり 、その上で総督の手書きの署名とカナダ国璽を押印する。2012年に、将来の副総督任命に当たり首相に推挙人を提案する副総督任命諮問委員会が発足した。